# Návesní rybník (Obědovice)
Návesní rybník o rozloze vodní plochy 0,33 ha je rybník nalézající se na návsi v obci Obědovice v okrese Hradec Králové. Na rybníce se nalézala vodní tvrz vzniklá asi v průběhu 12. století a zaniklá po roce 1620. Z tvrze se do dnešní doby se dochoval pouze poloostrov, na kterém je umístěn pomník padlým v I. světové válce, zvonička a socha svatého Vavřince.

## Galerie

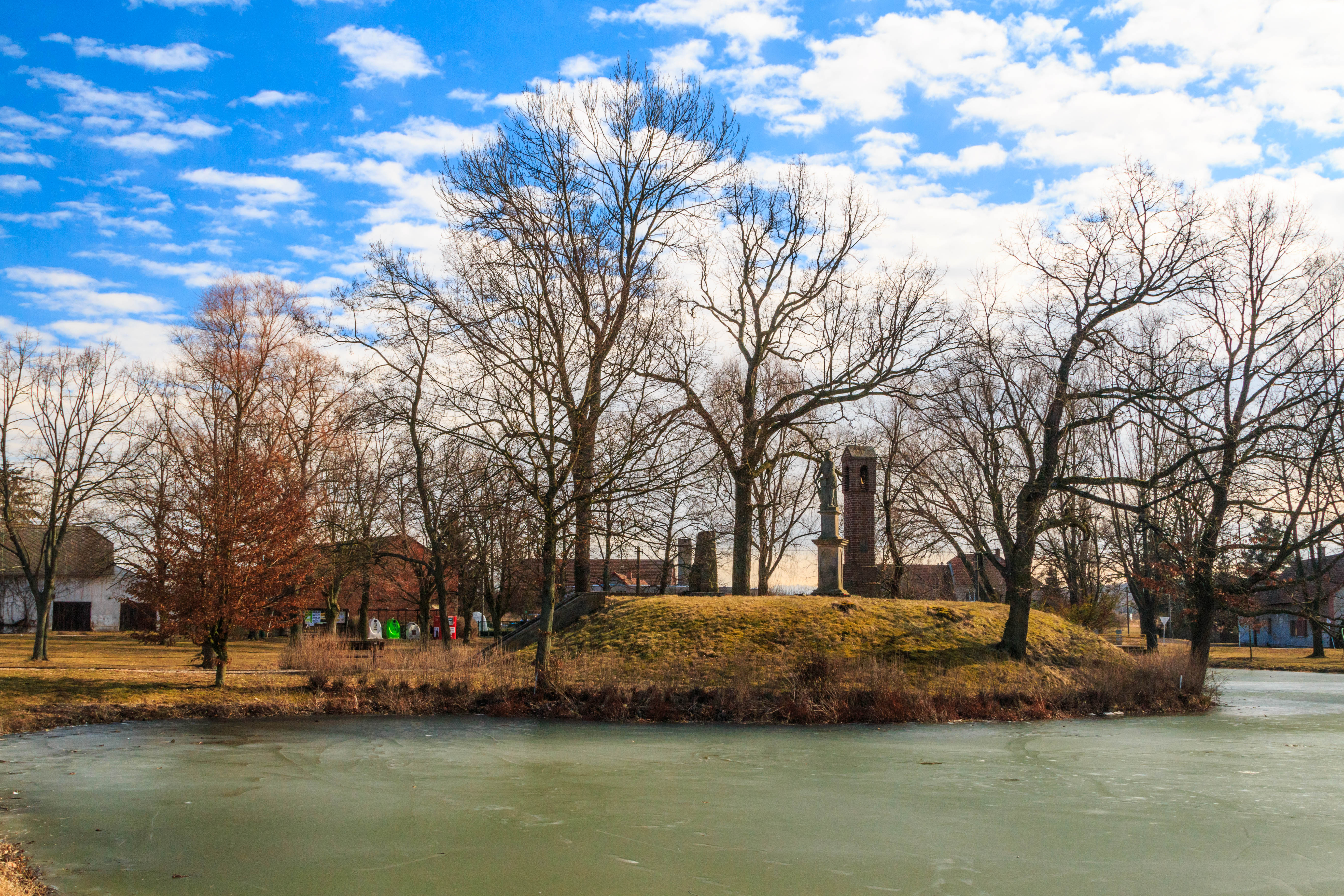
pohled na návesní rybník v Obědovicích
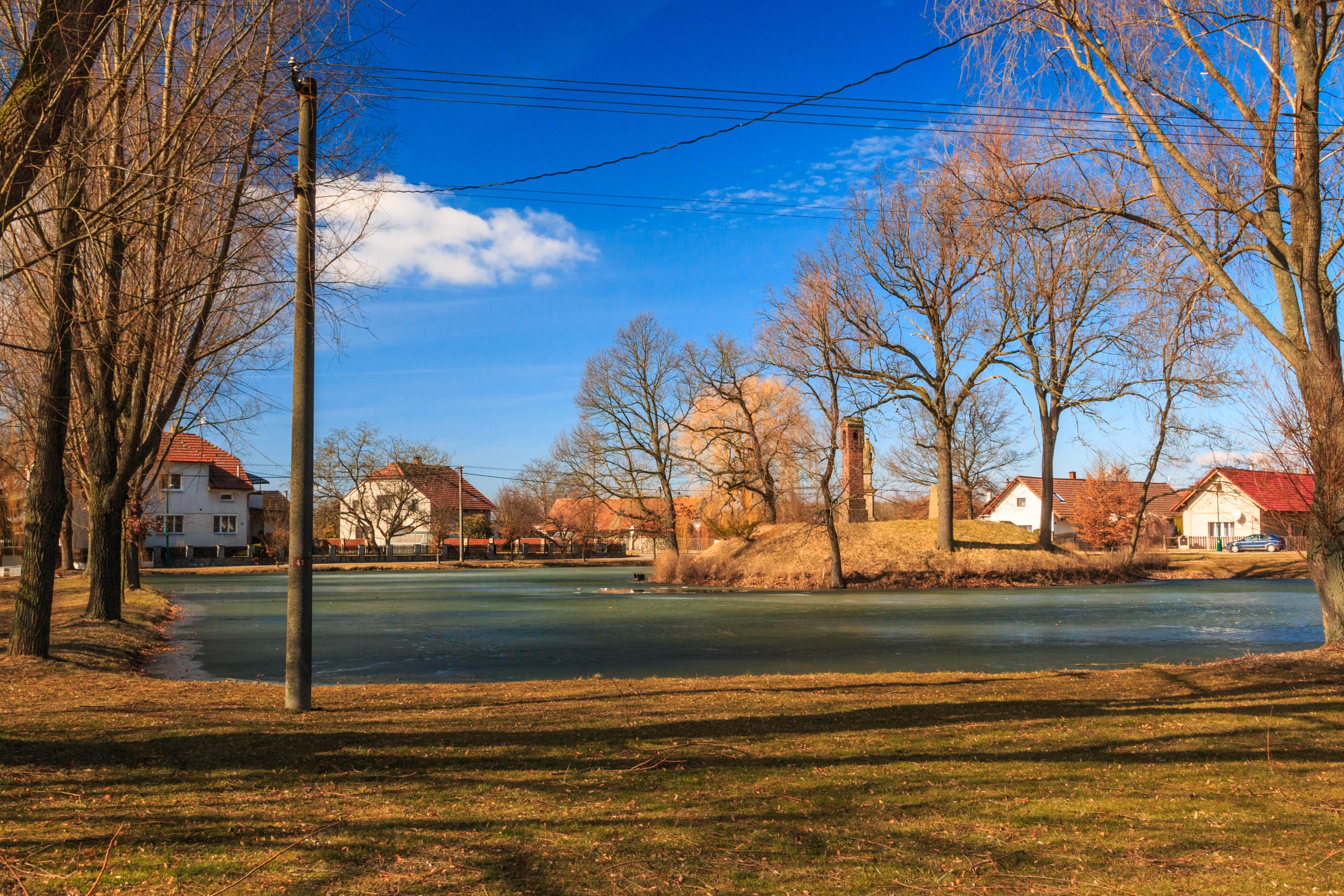
pohled na návesní rybník v Obědovicích
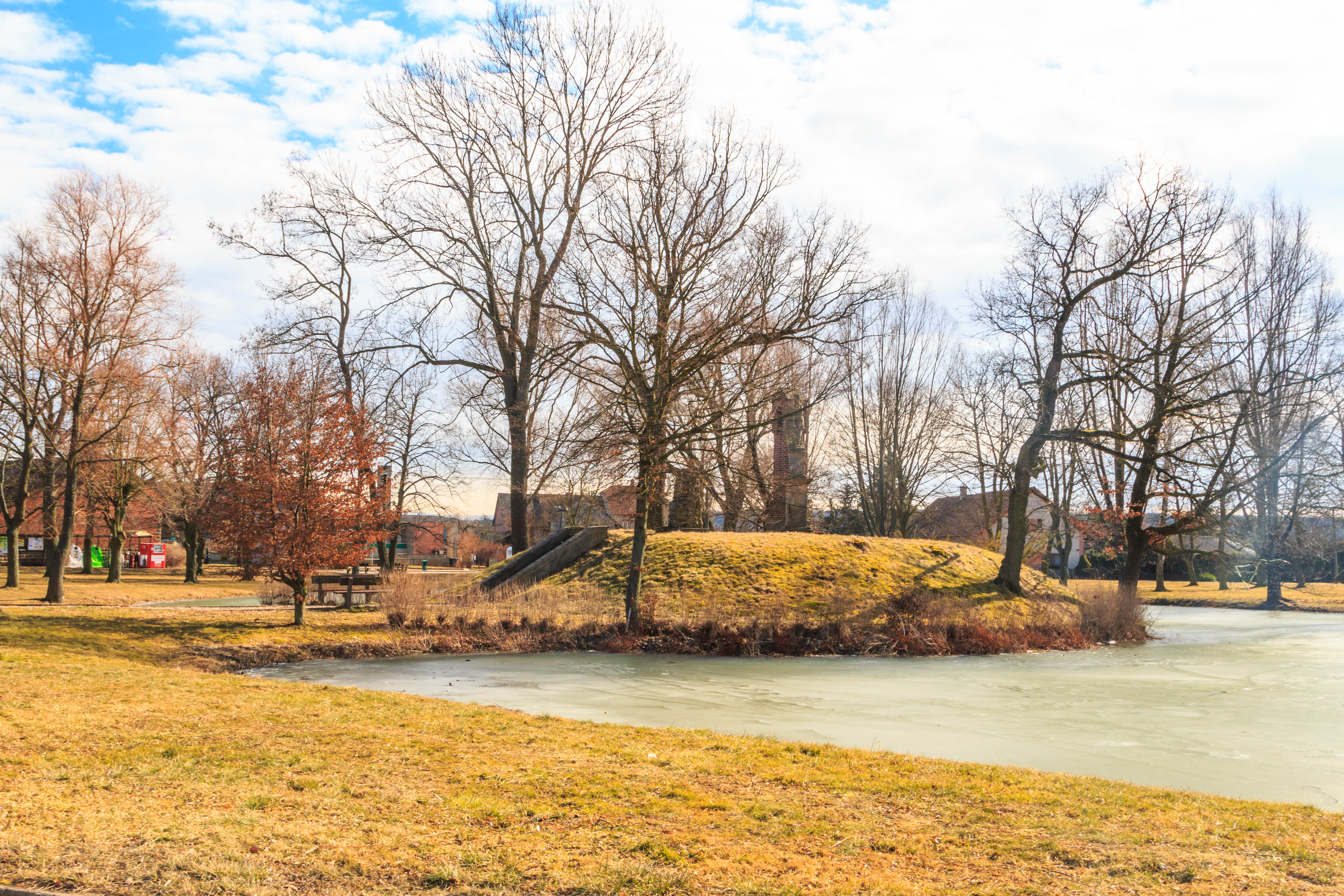
pohled na návesní rybník v Obědovicích
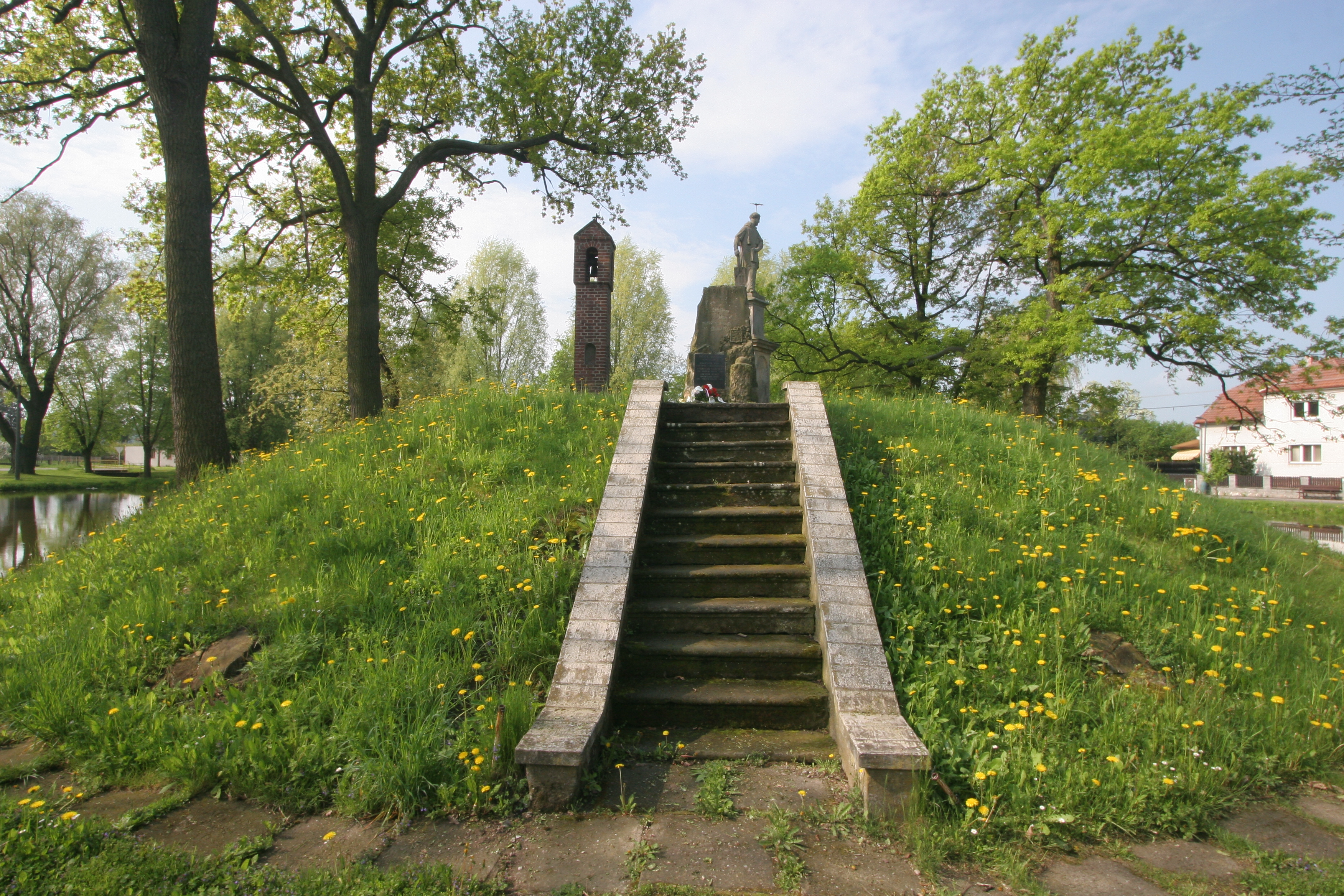
zvonička, socha sv. Vavřince a památník padlých